# Raiffeisenwegbach
Der Raiffeisenwegbach ist ein gut 0,15 Kilometer langer Bach im Gebiet der Marktgemeinde Gratkorn im Bezirk Graz-Umgebung in der Steiermark. Er entspringt und durchfließt den nordöstlichen Teil des Gratkorner Beckens, ehe er nordöstlich des Ortsgebietes von Gratkorn von rechts kommend in den Höllbach mündet.

## Verlauf
Der Raiffeisenwegbach entsteht in auf einer Wiesenfläche, an einem nach Südwesten streichenden Ausläufer des Weißeggs auf etwa 417 m ü. A. rund 100 Meter östlich der Dr.-Heinz-Weiß-Siedlung und direkt südlich des Raiffeisenweges.
Der Bach fließt von seiner Quelle bis zu seiner Mündung in einem flachen Linksbogen insgesamt nach Südwesten. Nach etwa 65 Metern erreicht der Raiffeisenbach die Wohnhäuser des am Raiffeisenweg gelegenen Siedlungsgebietes. Der Bach durchfließt dieses Siedlungsgebiet, ehe er wenige Meter vor seiner Mündung den Raiffeisenweg unterquert. Der Raiffeisenwegbach mündet nach gut 0,15 Kilometer langem Lauf mit einem mittleren Sohlgefälle von rund 44 ‰ etwa 7 Höhenmeter unterhalb seines Ursprungs wenige Meter westlich des Raiffeisenweges an einem Waldrand in den Höllbach.
Auf seinem Lauf nimmt der Raiffeisenwegbach keine anderen Wasserläufe auf.